# メタサイクリン
メタサイクリン（英：Metacycline or Methacycline）は、テトラサイクリン系抗生物質である。ドキシサイクリンヒクラートの工業合成における前駆体として使用される。
ヒトプレグナンX受容体リガンド結合ドメインのアゴニストとして作用し、in vitroでCYP3A4 発現を誘導することがわかっている。